# Andrzej Ciepliński
Andrzej Ciepliński – polski autor monografii, których treść najczęściej dotyczy broni palnej. Publikacje jego autorstwa ukazywały się w serii wydawniczej Typy Broni i Uzbrojenia.